# 爱尔兰独立战争
爱尔兰独立战争（英語：Irish War of Independence）又称英爱战争（英語：Anglo-Irish War），是一场爱尔兰共和军在爱尔兰发动的游击战，以反对大不列颠及爱尔兰联合王国对爱尔兰的统治。战争理由起因於1918年由大多数爱尔兰籍英国国会议员建立的第一届爱尔兰国会的合法性之質疑。战争从1919年1月21日始，至1921年7月11日休战协议止。参加这场战争的爱尔兰共和军经常称作“老共和军”，以区别于之后使用同样名称的其他组织。

## 起因

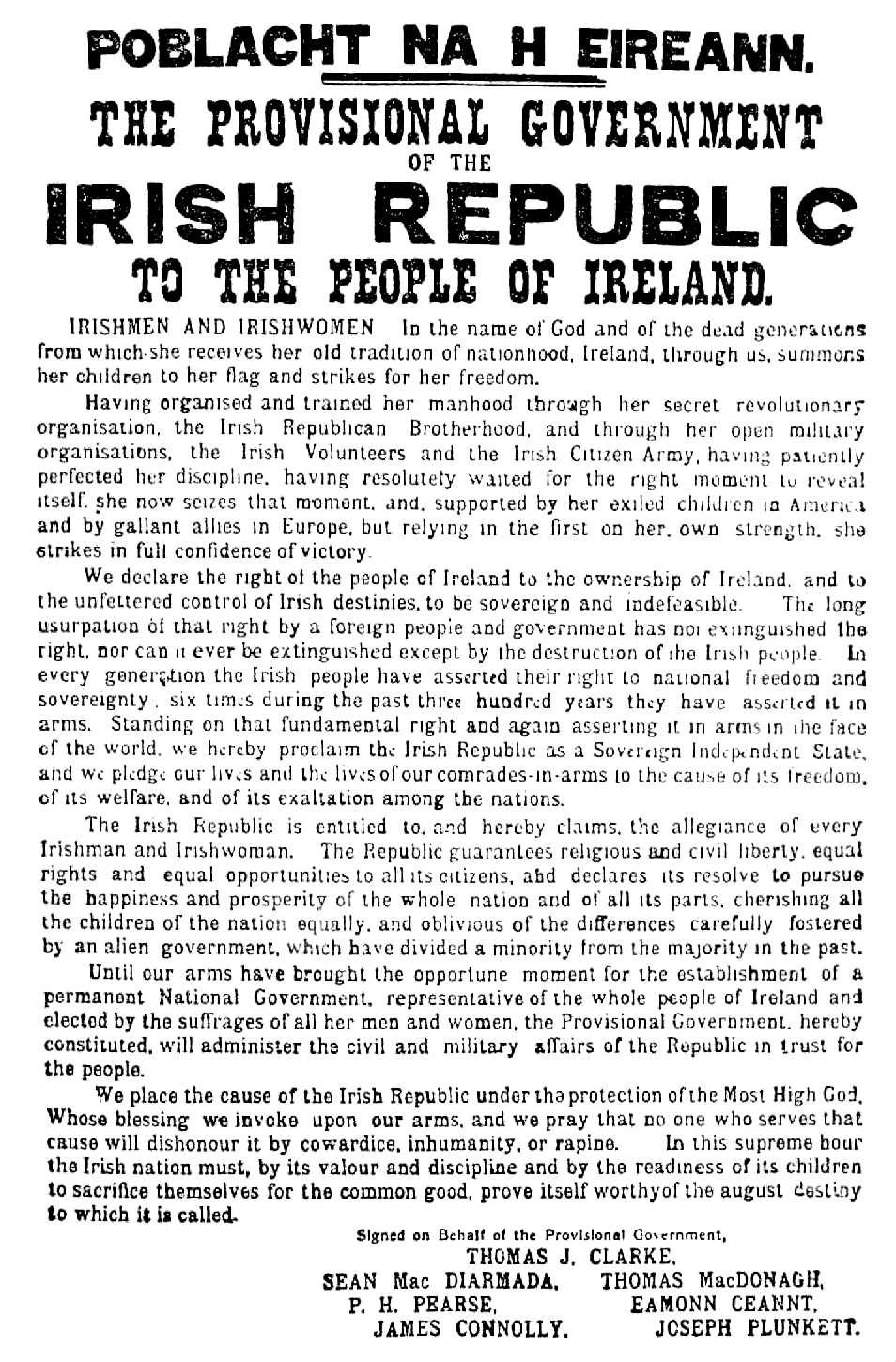
复活节宣言

对纯爱尔兰共和派来说，爱尔兰独立战争由1916年复活节起义中宣布爱尔兰共和国宣言即告开始。共和派辩称1919－1921年的冲突（实际是之后的爱尔兰内战）只是共和国存废之争。更直接地说，这场战争源于由大多数由爱尔兰选民在1918年英属爱尔兰大选选出的国会议员建立，并单方面宣布成立的独立爱尔兰国会。第一届爱尔兰国会及爱尔兰内阁宣布爱尔兰独立。国会成员想到要求爱尔兰共和军，作为“爱尔兰共和国的军队”，发动对于爱尔兰总督之下都柏林城堡英国政府的战争。
1919年1月21日，共和军志愿者在丹·博林（Dan Breen）的带领下，杀死两名皇家爱尔兰保安团成员。在蒂珀雷里郡的Soloheadbeg，二人拒绝交出他们看管的葛里炸药寄存处。
虽然当事人是在自主行动，这被广泛认可是独立战争的开始。三天之后蒂珀雷里郡宣布军事管制。枪声打响的同一天，国会在都柏林市政厅召集会议，批准1916年独立宣言，发布一篇新的独立宣言，要求英国撤军，以及呼吁“世界上的自由国家”承认爱尔兰独立。

## 暴力蔓延

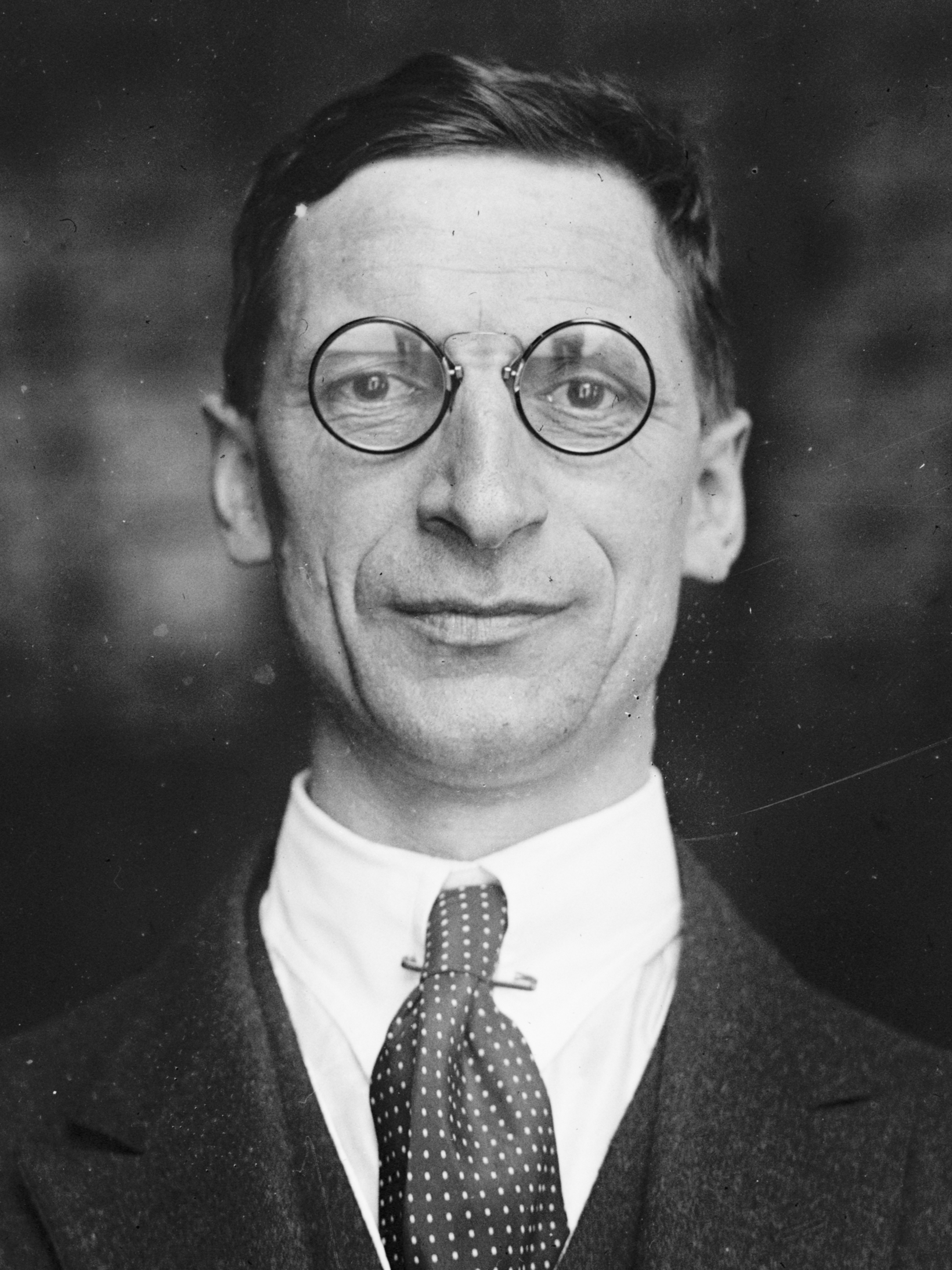
埃蒙·德瓦莱拉
爱尔兰国会主席（1919－1921年8月）、
首任爱尔兰总理（1921年8月－12月）

爱尔兰共和国人民志愿军开始攻击英国政府财产，发动奇袭以获得武器与资金，锁定及杀害高级英国政府官员。第一个受害者是地方治安官（Resident Magistrate）约翰·米林，因为以非法集会和训练为名逮捕志愿军人，他在梅欧郡的Westport被枪杀。他们模仿了布尔人的成功战术——便装的迅猛突袭。虽然某些共和派领导人，著名的如埃蒙·德瓦莱拉，偏好传统的常规战争以使新生共和国得以在世人面前以合法面貌出现，但是更有实际经验的迈克尔·柯林斯与更广大的共和军领导层反对这一导致1916年的军事惨败的战术。一开始进行暴力活动非常不为广大爱尔兰民众所欢迎，但在面对英国政府的广施暴行、破坏财物、随意逮捕和无故枪决的浩劫之后，运动争取到了大多数人的支持。活动开始时进展缓慢，但到了1920年暴力蔓延成为主导。
在1920年早些时候，都柏林码头工人拒绝装卸任何战争物资，随后立刻得到爱尔兰运输和普通工人工会相应，虽然仍有数百麻袋已被装卸。爱尔兰火车司机拒绝载运英国军队，之后只得从英格兰调来火车司机进行作业。
1920年3月在西利默里克郡，共和军第一次杀死一名充当间谍的男子。4月上旬，焚毁了400座被遗弃的保安队军营，以防其被再次使用。另有近百所所得税税务局同时被付之一炬。几天之后，蒙特乔伊监狱的囚犯开始为政治犯问题进行绝食，导致都柏林的大规模声援示威，之后进行了一天的总罢工。在混乱中所有人都被释放，而本来只打算释放未被宣判有罪者。一支保安队和高地轻步兵组成的联合巡逻队向一支在米尔唐-马尔贝（Miltown Malbay）庆祝囚犯获释的人群开火，导致3名志愿军人死亡，另有9人受伤。郡治安官（County Coroner）指控9名士兵与警官有谋杀罪并签署逮捕令，但并未进行任何军纪处分。
在都柏林之外，科克郡很可能是最为激烈的战场。很多首次在科克郡使用的战术成为全爱尔兰英国部队的标准，例如破坏财物以报复共和军的攻击，谋害共和派领导人。1920年3月，新芬党科克市市长托马斯·麦克田（Tomás Mac Curtain）在家中被几名蒙面男子枪杀于妻子面前，随后有人看到他们返回当地警察营房。“飞行纵队”——100人左右组成的机动单位，能在伏击之后隐身于乡间——也首次在科克郡现身，他们远比英军士兵熟知地形。英军中的数个团以屠杀手无寸铁的囚犯闻名，其一便是埃塞克斯团。
亚瑟·格里菲斯估计在冲突的前18个月中，英军在38720幢民宅进行搜捕，逮捕了4982名嫌疑犯，进行了1604次武装进攻，洗劫与毁坏了102座城镇，杀死了77名没有武装的共和派与其他平民。格里菲斯负责建立了“国会法庭”以与英国体制平行，但最终随着爱尔兰共和军在道德权威与领土掌控上的增强而被束之高阁。
共和军在整个冲突过程中的主要目标是大体上由天主教爱尔兰人组成的警察部队——皇家愛爾蘭警隊。共和军将其视为英国政府在爱尔兰的耳目。保安队成员以及营房（特别是孤立无援者）容易受到攻击，它们是共和军非常需要的武器的来源。保安队有9700人，驻扎于全爱尔兰1500座营房。国会于1919年4月宣布对保安队队员实施排斥政策。该政策在战争进程中被证明成功地降低了部队士气，当该部队越来越与政府的镇压沆瀣一气，人民就与其渐行渐远。辞职率不断上升，征召新兵数大幅下降。商家及其他业主对其拒绝服务，队员经常被迫不得不带枪前去购买食品。某些保安队队员由于恐惧或同情与共和军合作，提供该组织有价值的情报。1919年，11名保安队队员和4名都柏林大都会警察死亡，另有20名保安队队员受伤。1920年，143名保安队员死亡，197人受伤。1921年，205名保安队队员死亡，291人受伤。在战争中总共有362名保安队队员死亡，510人受伤 。

## 迈克尔·柯林斯与共和军
迈克尔·柯林斯是独立运动背后主要的驱动力。名义上他是共和国政府内的财政部长与共和军的情报主任，活跃于提供各共和军单位急需的资金和武器与官员选举。柯林斯与生俱来的情报和组织能力以及精神动力，都振奋着每一个与他接触过的人。他建立了被证明为有效的由都柏林大都会警察（DMP）的“G处”（G division）与其他英国政府重要机构内的同情者组成的间谍网。共和军很厌恶G处成员，因其经常参与查找英军和黑棕军团还不知道的志愿军人。柯林斯建立了“小队”，该组织的唯一任务就是寻找并除掉G处成员及其他英国间谍与特工人员。该处是DMP相对较小的一个政治方面的分支机构，在破坏共和运动方面表现活跃。柯林斯从1919年开始对保安队情报官员下手。共和军首肯许多G处成员选择辞职和离开爱尔兰，有些人也就照此办理。
共和军总参谋长是理查德·穆尔卡希（Richard Mulcahy），他负责组织与领导全国的共和军单位。理论上柯林斯和穆尔卡希都对国会的国防部长卡哈尔·布鲁阿（Cathal Brugha）负责。但是实际上，布鲁阿只有荐议或反对某一行动的监督之责。大部分事项由当地共和军领导自主（如游击活动组织者廉姆·林奇（Liam Lynch）、汤姆·巴里（Tom Barry）、肖恩·莫伊兰（Sean Moylan）、肖恩·麦考恩（Sean MacEoin）和厄尼·奥马利（Ernie O'Malley）等，他们大多自主行动）。共和军的大部分冲突集中于蒙斯特及都柏林，其余各处只有分散的共和军活跃单位，比如在朗福德郡与西梅欧郡。
雖然由爱尔兰志愿军转化而来的共和军注册成员超过10万人，迈克尔·柯林斯估算大约只有1万5千人在战争中积极参与共和军活动，和约3000名长期活跃分子。另有支援团体爱尔兰妇女团以及爱尔兰青年军，为共和军运送武器与情报，并保障其食宿。
共和军得到爱尔兰民众广泛支持。他们拒绝为保安团与英军提供情报，也经常提供在“跑路”的共和军部队“安全的屋子”与物资。共和军受到的欢迎缘于英国部队对共和军活动的过度反应。1919年，在科克郡的Fermoy，英方开始实施非正式的报复政策，200名英国士兵抢劫与焚烧了该市的主要商业设施，一名英军在之后的当地共和军武装奇袭中毙命。诸如此类的行动，在利莫瑞克（Limerick）和巴尔布里根（Balbriggan）多次上演，使得当地民众对共和军及国际社会对爱尔兰独立同情益深。
4月几次共和军的奇袭后，英国税务局（the Inland Revenue）在爱尔兰大部分地区停止运作。民众被鼓励认捐柯林斯的“国债”以募集资金支持新生的政府和军队。地方行政官阿伦·贝尔被英国政府任命追缴该款。至1920年3月26日，他成功地从新芬党总部查抄超过7万1千英镑，从调查全国银行所得更丰。但是当天他从有轨电车中拖出，三枪击中头部而死。当年年底借款总额到达35万7千英镑。民众仍需向新芬党成员控制的当地评议会缴纳差饷，该款自然不会上交英国政府。
埃蒙·德瓦莱拉从美国返回时在爱尔兰国会要求共和军中止奇袭与暗杀，而用常规军事手段对付英军，以免英国政府借機将其描述为恐怖主义团体。这个不现实的提议立即遭到拒绝。

## 英国的反应
英国对于在爱尔兰不断升级的暴力活动以越来越强硬的武力回应。由于不愿在该国部署更多的英国正规军，英国建立了两个准军事警察组织以辅助保安团。“黑棕部队”用于支援萎靡不振的保安团。7000多人，大多是一战后復员的英国老兵。它首先在1920年3月部署在爱尔兰，多数人来自英格兰与苏格兰城镇。正式场合他们是保安团的一部分，实际上他们是一支準军事部队。1920年3月部署之后，该部队迅速由于酗酒和军纪不整恶名远扬，对英国政府在爱尔兰的道德权威造成的损害胜于任何其他团体。为回应共和军的行动，1920年夏，黑棕部队在爱尔兰全境焚烧和掠夺了一大批小镇，包括巴尔布里根、米斯郡的特利姆（Trim）、坦普罗尔（Templemore）等等。
1920年7月，另一支准军事警察部队，由2214名前英国陆军军官组成的预备队到达爱尔兰。预备队的声誉由于虐待平民，和黑棕部队一样差，但是往往更有效率与更乐意对付共和军。报复政策牵涉到舆论谴责、官方否认与长官意志，被休·塞西尔（Hugh Cecil）勋爵广为人知地讽刺道：“似乎不存在报复已经成为共识，但是它非常有效。”.
在1920年8月，英国国会通过了在爱尔兰恢复秩序法，暫停所有裁判法庭的運作，改由“军事质询庭”代替，因为很大一部分逮捕令被用于皇家部队的成员。这项法案被历史学家解读为戴維·勞合·喬治选择镇压爱尔兰的叛乱而不是与共和派领导层进行谈判。结果暴力活动从夏天开始稳步升级，至1920年11月大爆发，直到1921年7月止。

## 1920年11月至1921年7月的战事
1920年11月21日，柯林斯的小队在都柏林的不同地区殺掉了18个英国特工（人称“开罗帮”）。作为报复，预备队乘卡车开到正在举行足球比赛的克羅克公園（都柏林的GAA足球和爱尔兰曲棍球场），胡乱向人群射击。14名手无寸铁的民众被枪杀，65人受伤。当天晚些时候两名共和派犯人和一名无关但被一同逮捕的友人莫须有地“在越狱时被击毙”（事实上是处决）在都柏林城堡。这一天成为了众所周知的血腥星期天。今天克罗克公园内的一座看台被命名为霍根看台，以纪念一名在攻击中被杀害的蒂珀雷里郡球员。
1920年11月28日，仅仅血腥星期天一週之后，共和军的西科克部队，在汤姆·巴里的带领下，在科克郡的基尔米克尔伏击了一支预备队的巡逻队，18人中被打死17人。这项行动标志着冲突开始急剧升级。芒斯特省的科克郡、凯瑞郡、利默里克郡和蒂珀雷里郡在12月10日全部实行军事管制。不久之后的1921年1月，“正式报复”行动被英国批准，在科克郡东南部的米德爾顿（Midleton）7幢建筑被焚烧。三月，爱尔兰国会对英国宣战。

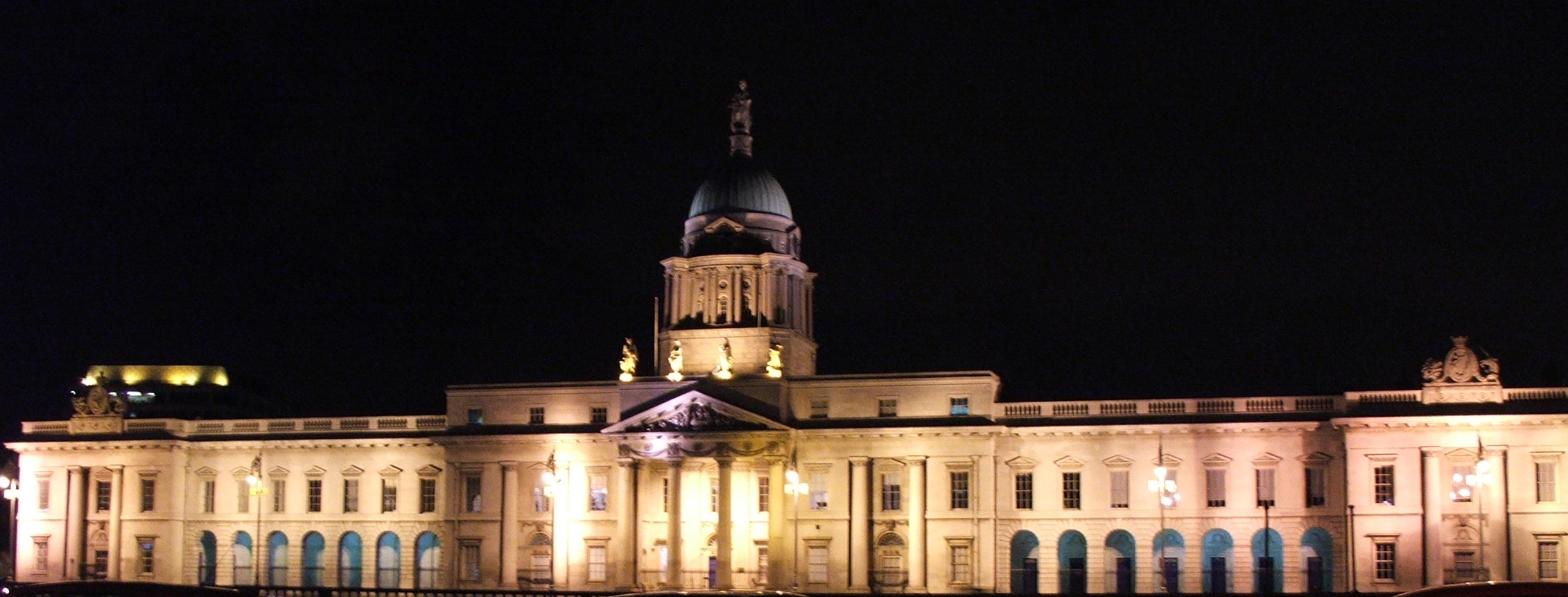
位于都柏林的海關大樓
1921年被共和军焚毁，但之后为爱尔兰自由邦重建。

科克的市长，特倫斯·麥克斯溫利（Terence MacSwiney）与另两名共和军囚犯11月在伦敦伯利克斯顿监狱的绝食抗议中死去。聆讯此次死亡事件的陪审团的裁决称，有针对大卫·劳合·乔治（英国首相）和地区巡官斯旺奇（District Inspector Swanzy）及其他人的谋杀阴谋。斯旺奇随后在安特里姆郡的利斯本被捕杀。1920年12月11日，科克市中心被英军付之一炬，并且阻止消防员前去救火，以报复共和军在该城的偷袭。
接下来的八个月，直到1921年7月的停战协议为止，冲突中不断上升的死亡数字敲响了警钟。仅在1920年一月至7月，就有1000人死亡，死者包括保安队警察、英军士兵、共和军志愿者和平民。这代表在整场冲突的三年当中伤亡人数的七成。另外，4500名共和军人员（以及被怀疑是同情者）在此期间被拘留。
2月1日，第一名共和军在军事管制法下被处死。科克郡磨坊街镇（Millstreet）的Cornelius Murphy在科克市被枪决。28日，另外6人也在科克市被处决。在战争过程中总共正式有14名共和志愿军被处决。
1921年3月19日，汤姆·巴里的100名善战的西科克共和军对1200名英军进行了一场大规模战斗行动——克罗斯巴里伏击战（Crossbarry Ambush）。巴里的战士们勉强地保持不被聚集的英军部队包围并造成对方10－30人的死亡。仅2天之后，3月21日，凯瑞郡的共和军在海德福德（Headford）道口靠近基尔拉尼（Killarney）处袭击一列火车，估计打死20名英军士兵，另有2名共和军和3名平民死亡。战争中的大部分行动规模较小，但是共和军在奇袭行动中另有斩获，比如同样在1921年3月在磨坊街镇，以及5月和6月在梅欧郡的加罗肯尼迪（Carowkennedy）。然而有同样众多的奇袭失败，最糟糕的情况例如1921年2月科克郡的厄普顿（Upton）和克隆马尔特（Clonmult）分别有5和12名共和军被打死，另有更多人被俘获。梅欧郡的共和军在基尔米纳（Kilmeena）遭到了同等的厄运。在这样的失败伏击之后对于告密者的恐惧经常导致大批或真或假的告密者被共和军枪决。
然而共和军最大的单次行动损失发生在都柏林。1921年5月25日，数百名共和军都柏林旅成员在都柏林市中心占领与焚烧了海关大楼（爱尔兰地方政府中心）。此举用于象征性展示英国在爱尔兰的统治已经不堪一击。但是，从军事观点来看，这是一次惨败，5名共和军被打死，超过80人被俘虏。这显示共和军在装备和训练上还不能在传统意义上和英军对抗。但是，这并没有像有时宣称的那样，削弱都柏林的共和军。都柏林旅5月在该城进行了107次袭击，7月进行了93次。数字有所下降，但幅度不大。但是到了1921年7月，大多数共和军单位开始长期缺少武器弹药。而且他们的所有游击战的成效，正如理查德·穆尔卡希回忆，“不能将英军从大于一个特大型警察局的地方赶走”。
很多军事史学家仍然得出结论说共和军进行了一场十分成功和致命的游击战，迫使英国政府得出共和军不能在军事上被击垮的结论。
。但是至停火协议为止，很多共和派领导人，包括迈克尔·柯林斯，相信如果战争进行更长时间，可能像当时那样组织的共和军的战斗就会趋于停顿。因此制定了将“战争引向英国”的计划。而共和军也将战线扩大至格拉斯哥街头。经济目标，诸如利物浦的码头，被决定炸毁。前一年的11月，19座仓库被共和军烧毁。负责此类活动的共和军单位更易逃脱，因为英格兰并未实施（英国公众舆论也不会接受）军事管制。这些行动在停火协定限定后被放弃。

## 1920年7月至1922年7月在东北部的战争
在1920年爱尔兰政府法案（1920年7月提交，1920年12月批准通过）中，英国政府尝试在爱尔兰南北分别建立两个自治议会解决冲突。爱尔兰国会置之不理，认为爱尔兰共和国已经存在，但东北部的联合派接受了它并准备建立自己的政府。该地区以新教徒和联合派为主，因此暴力活动的模式与国内其他地区大相径庭。在南部和西部，冲突在共和军与英军之间展开；但在东北部，特别是在贝尔法斯特，则经常演变为大多数为民族主义者的天主教徒和几乎全为联合派的新教徒之间的教派主义暴力循环。

### 1920年夏——战争蔓延至北方
虽然共和军的袭击在东北部少于其他地区，联合派社区视其自身为武装的天主教民族主义者所包围，后者似乎已经控制爱尔兰其余部分。因此他们将北方天主教社区作为一整体进行报复。这种行动大多数为联合派领导人所默许，并受到来自英军的支持。例如詹姆斯·克雷格在1920年写道：“保皇派的基层已经决定采取行动……他们现在感到形势如此绝望，除非政府先下手为强。也许让他们看到为“有组织地”报复叛乱分子可以采取何种步骤更为明智。”
第一轮攻击与报复爆发于1920年夏天。1920年7月17日，英国上校杰拉德·史密斯（Gerard Smyth）在科克城的乡村俱乐部被暗杀，以报复他所做的鼓励保安队队员报复平民的演讲。史密斯来自北部唐郡的班布里奇（Banbridge），他的死导致在班布里奇和德罗摩尔（Dromore）对天主教徒的报复。1920年7月21日，保皇派行进到贝尔法斯特的哈兰德与沃尔夫造船厂，强迫7000名天主教徒和左翼新教徒停止工作。教派主义暴动在贝尔法斯特与德里爆发，导致40人死亡，大量天主教徒与新教徒无家可归。1920年8月22日，保安队探长斯旺奇在离开安特里姆郡利斯本时被科克郡共和军分子枪杀。斯旺奇被一个调查团指控谋杀了科克市市长托马斯·麦克田。作为报复，当地的保皇派焚烧了利斯本的天主教居民区。尽管事后有多人被起诉纵火，但是当时并无人尝试阻止攻击行动。迈克尔·克林斯根据肖恩·麦肯蒂（Sean MacEntee）的建议组织了一场对贝尔法斯特商品的抵制行动，作为对攻击天主教社区行为的回应。爱尔兰国会8月6日批准了一项局部抵制行动，在1920年底实现了更全面的抵制。

### 1921年春
暴力活动在新年暂停一段之后，1921年春冲突又趋恶化。北方共和军单位收到来自都柏林领导人的压力，要求他们提升攻击次数以和国内其他地区保持一致。可以想见，此举让保皇派放开手脚报复天主教徒。例如在1921年4月，贝尔法斯特的共和军在贝尔法斯特市中心的多尼戈尔广场（Donegal Place）打死了两名预备队队员。当晚，两名天主教徒在福尔斯路（Falls Road）被杀。1921年7月10日，共和军偷袭了贝尔法斯特拉戈兰街（ Raglan street）的英军。接下来的一周，作为报复，16名天主教徒被杀，216户天主教人家被焚烧。保皇派的屠杀主要由乌尔斯特志愿军（UVF）施行，并涉嫌有警察、军队和后备警察部队“乌尔斯特特别保安队”——“B特”（B-Specials）——的帮助。更糟的是，B特（成立于1920年9月）主要从乌尔斯特志愿军与橙带党中招募，按照历史学家迈克尔·霍普金斯所说“相当于一个官方承认的UVF”。5月詹姆斯·克雷格来到都柏林会见英国的爱尔兰总督菲查伦勋爵，并被共和军秘密送到都柏林会见埃蒙·德瓦莱拉。两位领导人讨论了在乌尔斯特达成停火与大赦的可能性。克雷格建议一项基于爱尔兰政府法案的折衷方案，在地方自治的基础上实现南部的有限独立和北部的自治。但是会谈未有任何成果，北部的暴力仍然持续不断。

### 1921年7月至1922年7月，北爱在流血中诞生
1921年7月11日停火协定后，南方的冲突大致已经结束，但是北方战斗一直持续至1922年夏。另外，尽管国会在1922年1月接受了英爱条约，保证了未来北爱尔兰依然存在，共和军与英国部队从1922年上半年起在新的边境线上仍有零星冲突。这部分反映了迈克尔·柯林斯对条约的观点，认为只是一种策略或者“垫脚石”，而不是最终解决方案。在德里郡一群正在当地旅游的蒙拿汉盖尔足球队的共和军分子被逮捕。作为报复，迈克尔·柯林斯在菲尔玛纳（Fermanagh）与泰隆（Tyrone）将42名保皇派成员扣为人质。前去营救的B特在南方的克隆斯（Clones）遭到埋伏，4人被打死。尽管2月底设立了边境调查团以居中调停，3月还是有三座英国军营遭到共和军偷袭。所有这些行动都在贝尔法斯特遭到了血腥报复。温斯顿·丘吉尔在1922年1月21日安排了一次柯林斯与詹姆斯·克雷格的会面。南方对贝尔法斯特商品的抵制解除，但是几周之后又被再次实施。两位领导人进行了几次更深入的会见，但是除了3月30日的“宣布和平”的共同宣言外，暴力活动仍然继续。
从1922年4月至6月，柯林斯发动了一轮对北爱的秘密游击攻势。当时，共和军在英爱条约问题上已经分裂，但是支持与反对条约的团体都参加了该行动。英国送去武装新的爱尔兰陆军的武器实际上送给了共和军单位，而他们的武器则被送到北方。但是，这场由共和军在北方从5月17日至19日发起的一系列攻击而开始的攻势，最终证明是场失败。5月22日，联合派政治家威廉·特沃德尔（William Twaddell）被暗杀后，350名共和军在贝尔法斯特被逮捕，使当地组织陷于瘫痪。最大的一次冲突发生在6月，英军不得不使用炮兵来把一支共和军部队从佩提戈（Pettigo）村里驱逐出去，其中7人死亡，6人受伤，4人被捕。这是在1919－1922年间最后一次共和军和英军的大规模对抗。 对平民展开的教派冲突暴力循环一直持续到1922年6月。6月17日，为报复杀害2名天主教徒，弗兰克·艾肯（Frank Aiken）的共和军单位在南阿马郡的阿尔特纳怀（Altnaveigh）打死6名新教平民。
迈克尔·柯林斯认为英军将领亨利·休·威尔逊应对北方针对天主教徒的袭击负责，并在1922年将其暗杀。此事件无意中触发了爱尔兰内战（温斯顿·丘吉尔在事后坚持柯林斯是在打击反条约共和军，后者应对此事负责）。具有讽刺意味的是南方内战的爆发停止了北方的暴力活动，战争使东北部的共和军士气受挫，并将组织的其余部分的注意力从分裂问题转移。在1922年柯林斯死后，新的爱尔兰自由邦悄悄地中止了对北爱的进攻性政策。
在后来的北爱地区，1920年7月至1922年7月共有557人在政治暴力活动中死亡。其中有303名天主教徒（包括共和军成员），172名新教徒，以及82名警吏团或英军成员。贝尔法斯特成为主要战场，457人在此死亡（267名天主教徒，185名新教徒）天主教民族主义分子争辩这场暴力是对天主教社区的大屠杀，受害者中的天主教徒（58%）占大多数，与北爱尔兰35%的天主教人口不成比例。

## 伤亡
1920至1921年，共和军与英国部队之间的游击战死亡人数超过1400人。其中有363名警察，261名英国正规军，550名共和军志愿者（包括14名被正式处决者）与大约200名平民。其他资料给出的数字更多。另外，还有557人在北爱尔兰死亡，大多数为平民（仅在贝尔法斯特就有453人）。南方的死亡数字在伤亡中被分别统计，因为大多数人阵亡在7月11日停火协定签署，爱尔兰其他地区停止战斗之后。

## 宣传战

爱尔兰的象征:
爱尔兰三色旗可以追溯到1848年的青年爱尔兰叛乱。

英国统治的象征:
爱尔兰总督旗，使用了1800年联合法案规定的米字旗。

该战的另一特色就是双方对于宣传手段的应用。英国人尝试将共和军描述为反新教的，以此来鼓励爱尔兰新教徒中的保皇派，以及在英国博取对于英军残酷战术的同情。比如，如果共和军打死的间谍或合作者是新教徒，那么在公报中经常会提到此人的宗教信仰，但如果他们是天主教徒（此种情况更为常见）就相反。此举用来给予爱尔兰国内外的印象是，共和军在屠杀新教徒。当局（经常是强制地）鼓励报纸编辑也照此办理。1921年夏，一家伦敦的杂志刊登一系列以“新恐怖之下的爱尔兰——在军事管制下的生活”为标题的文章。该系列号称对爱尔兰局势持中立态度，但却以非常反感的态度将共和军与英国部队相比。事实上作者欧内斯特·道道尔（Ernest Dowdall）是一名后备队队员，而此系列文章只是都柏林城堡宣传部（1920年成立）安插的许多文章之一，以影响英国对本国部队在爱尔兰的行动感到不安的公众舆论。
1921年2月，两名保皇派分子因为被怀疑杀害了当地共和军的科菲兄弟，被共和军在科克的埃尼斯基恩（Enniskeane）打死。两人都曾是当地反新芬党协会（Anti-Sinn Féin Society）的成员，至少一打的乌尔斯特志愿军领导人在之后的几周内被杀。
罗马天主教教会批评双方的暴力活动，但特别是对共和军而言，以保持长期以来的谴责武力共和的传统。基尔摩尔主教（The Bishop of Kilmore）芬那根博士（Dr. Finnegan）说：“任何战争……若正义与合法则必定建立在成功的希望基础之上。你们反对强大的大英帝国，有何成功的希望？没有……一点都没有。而如果它是非法的，为其每死一人都是谋杀。”蒂尤厄姆大主教（Archbishop of Tuam）吉尔马丁博士（Dr Gilmartin）写的一封信称参加偷袭的共和军人，“违反了神的停火协议，犯了谋杀罪”。但是1921年5月，教皇本笃十五世对英国政府感到失望，在一封信中鼓励“英国和爱尔兰双方冷静考虑......某种形式的协议”，而英方此前一直努力让其发表一项对叛乱的谴责。英国宣称教皇的评论“置英王陛下政府与爱尔兰杀人犯团伙于平等地位”。
戴斯蒙德·菲茨杰拉德（Desmond FitzGerald）与厄斯金·柴德斯一直活跃于出版《爱尔兰新闻简报》，详述了爱尔兰和英国报纸不愿或不能揭露的政府暴行。该报被秘密印刷并分发到全爱尔兰与国际上的新闻社与美国、欧洲及同情共和的英国的政治人士。
从1920年上半年开始，当战争使爱尔兰大部分地区失去控制之后，英军仍然没有撤离的迹象。但是新芬党的宣传战的成功使得英国当局放弃使冲突升级的选项。英国内阁从1919年起就从未邀战。1921年内阁成员温斯顿·丘吉尔反映说：“什么是另一选择？以前是对帝国的一小角落施以镇压铁拳，你来我往，尸横遍野……只有国家要自保时，才能够饶恕这种策略，而任何有理性的人都不能断言这是自保问题。”

## 停战协定
战争在1921年7月11日以停火协议结束。在某种意义上，冲突陷入僵局。在前一年看来大有希望的对话在12月烟消云散，劳合·乔治坚持共和军首先放下武器投降。在首相受到来自赫伯特·亨利·阿斯奎思（Herbert Henry Asquith）、自由党、工党和英国工会总会的反对压力之后，新的对话在春季展开并缔结了停火协议。从英国政府的观点来看，共和军的游击战似乎会无限进行下去，造成英国人力财力损失不断上升。更重要的是，英国政府因英军在爱尔兰的行为正面对严厉的国内外谴责。另一方面，共和军领导人，特别是迈克尔·柯林斯，感到当时的共和军组织的行动无法无限地继续。它正受到更大的压力，更多的英国正规军被部署到爱尔兰，而且武器弹药短缺。
对停火协议最初的突破应归功于三个人：英王乔治五世，南非的扬·史末资将军和英国首相大卫·劳合·乔治。国王对黑棕军团在爱尔兰的所作所为感到不满在政府内众所周知，并对事前准备的在新的北爱议会做的演说辞并不满意。该议会的建立是爱尔兰分裂的结果。史沫资是国王的密友，建议他应该趁此机会呼吁在爱尔兰进行和解。国王要求他将自己的想法草拟在纸面上。史沫资准备了草稿并抄送国王和劳合·乔治。劳合·乔治于是邀请史沫资参加了一次英国内阁咨询会议，讨论劳合·乔治收到的一个“有意思的”提议。两人都没有告知内阁该提议的作者是史沫资。面对史沫资，国王和首相的认可，大臣们不情愿地接受了了国王准备的‘爱尔兰和解’演讲。

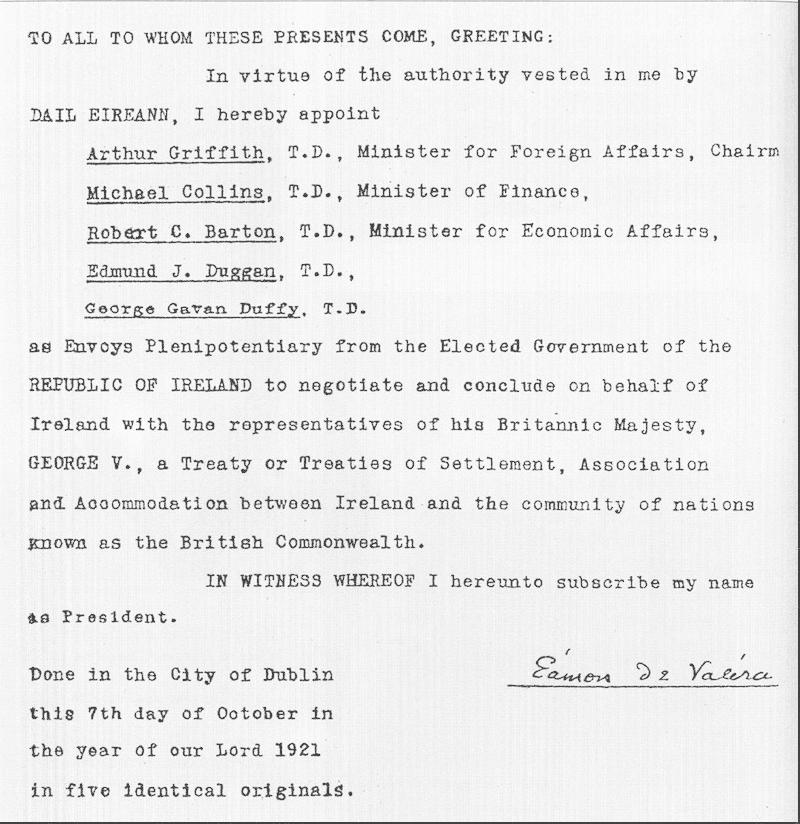
德瓦雷拉总统1921年签署的委任状
该委任状授权爱尔兰英爱条约谈判团为全权代表。

这场演说发表之后获得大范围影响。趁此时机，劳合·乔治于1921年7月签署了一项与埃蒙·德瓦雷拉谈判的倡议。爱尔兰人没有意识到演讲并没有到可以代表所有英国政府观点的程度，而只是由国王、史沫资和劳合·乔治导演的一场‘和平行动’，内阁只是勉强同意。爱尔兰回应同意和谈。德瓦雷拉和劳合·乔治最终同意了一项旨在中止战斗和为细节谈判创造基础的停火协定。谈判由于英国政府坚持要共和军首先放下武器推迟了几个月，但是这项要求最终被放弃。英国同意英军部队不得迈出营房。大多数基层共和军军官将停火协议解读为仅仅是战争间歇，并继续征召和训练志愿军。许多共和军领导仍保持战斗姿态，这是爱尔兰内战爆发的主要因素之一。他们拒绝接受迈克尔·柯林斯与亚瑟·格利菲斯与英国谈判签订的英爱条约。

## 英爱条约
最终，和平谈判成为英爱条约（1921）谈判的先导，随后该条约被三方批准：爱尔兰国会1921年12月的批准（给予爱尔兰共和国政治体制中的合法地位），南爱尔兰下议院1922年1月的批准（按照英方视点之爱尔兰合法政府的宪政合法地位），和英国国会上下两院的批准。
该条约允许根据1920年爱尔兰政府法案建立的北爱尔兰若同意可脱离自由邦，而北爱的确在所列程序下适时达成了独立。双方同意，建立一个爱尔兰国界委员会，以决定自由邦和北爱之间边界的确切走向。爱方谈判人员明白委员会会按照当地民族主义和联合派多数地区重新划分边界。从1920年开始爱尔兰地方选举已经导致弗马纳郡、蒂龙郡、德里市与许多阿马郡和伦敦德里郡的选区（全部在“临时”边界的西部和北部）完全成为民族主义者的天下，可能使北爱尔兰不能独存。但是委员会选择使边界如旧；作为交换，英国不要求自由邦偿还所欠的债务。
条约为爱尔兰自由邦建立了一个新的政府体制，虽然最初的两年两个政府并存；一个“内阁”（Aireacht）向爱尔兰国会负责，由格利菲斯总统领导；另有一个临时政府名义上向南爱尔兰下议院负责，由爱尔兰总督任命。（情况复杂程度由以下事例可见：菲查伦勋爵任命柯林斯为临时政府首脑。据英方所称，他们会见时让柯林斯“吻手”。而据爱方观点，他们会见是为了让柯林斯接受都柏林城堡的投降。

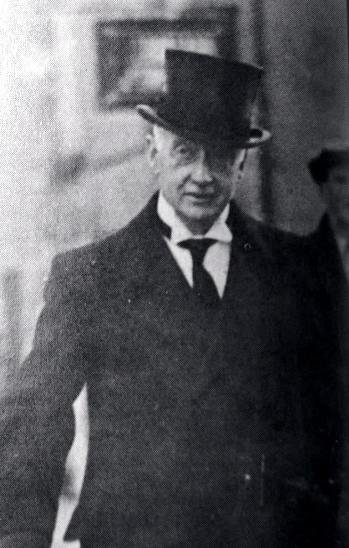
W.T. 科斯格雷夫
自由邦第一任首脑。

大多数爱尔兰独立运动领导人愿意接受此项妥协，至少暂时如此，虽然许多军事共和派并非如此。当中的少数人参加了由辞职的总统埃蒙·德瓦莱拉领导的内战，拒绝接受条约并开始反叛新自由邦政府，谴责后者背叛了爱尔兰共和国的理想。

## 独立与爱尔兰内战
随后的爱尔兰内战一直持续到1923年年中，造成许多独立运动领导人毙命，著名的有临时政府首脑迈克尔·柯林斯、前部长Cathal Brugha、亦有反条约共和党人哈里·勃兰德（Harry Boland），罗里·欧康纳（Rory O'Connor），廉姆·梅洛斯（Liam Mellows）、廉姆·林奇（Liam Lynch）与其他许多人，总伤亡超过对英战争前期战事的数倍。总统亚瑟·格里菲斯亦去世。
在格里菲斯与柯林斯死后，W.T.科斯格雷夫成为政府首脑。1922年12月6日，爱尔兰自由邦合法成立后，W.T.科斯格雷夫成为了爱尔兰自由邦行政会议主席，即第一届获得国际承认的独立爱尔兰政府首脑。
内战于1923年年中以反条约派战败而告终。

## 纪念馆

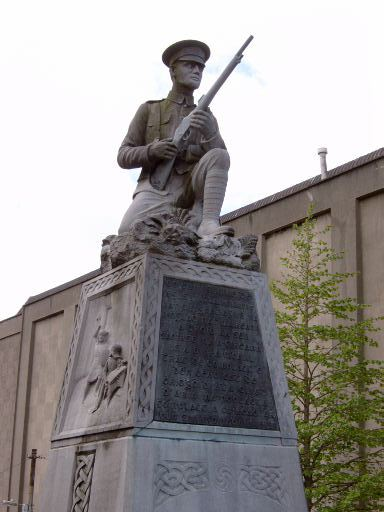
位於都柏林菲博斯波洛（Phibsboro）一座愛爾蘭獨立戰爭紀念碑

一座被称为都柏林纪念花园的纪念馆于1966年，复活节起义50周年之际在都柏林建成。 停战协议签订之日被定为国家纪念日，以紀念在战争中所有爱尔兰男女军人和為國捐軀人士。

## 相关作品
- 《风吹麦浪》

### 引用
1. ↑  (Hopkinson, Irish War of Independence pp. 201–202).
2. ↑  Hopkinson, Irish War of Independence, pp. 201–202. Hopkinson lists 363 RIC killed in Southern Ireland 1919–21, Robert Lynch, the Northern IRA and the Early Years of Partition, gives a figure of 38 RIC and 43 USC personnel killed in Northern Ireland 1920–22 p. 227 and p. 67. The RIC casualty figure includes 4 Dublin Metropolitan Policemen and 2 Harbour Police.
3. ↑  Hopkinson lists 200 killed in southern Ireland 1919–21,Richard English, Armed Struggle, a History of the IRA, gives a total of 557 killed in Northern Ireland in 1920–1922 pp. 39–40.
4. ↑  .   [2006-10-07]. （原始内容存档于2011-07-26）.
5. ↑  Hopkinson, Irish War of Independence pg 201-2
6. ↑  Richard Bennett, The Black and Tans, E Hulton and Co Ltd, London, 1959, p107, ISBN 1566198208
7. ↑  The Secret Army: The IRA by J. Bowyer Bell (ISBN 1560009012), page 23
8. ↑  Michael Collins's Intelligence War by Michael T. Foy (ISBN 0-7509-4267-3), page 167
9. ↑  M.E. Collins, Ireland 1866-1966, p. 265.
10. ↑  Hopkinson, Irish War of Independence, p. 204.
11. ↑  Bartlett, Military History of Ireland, p. 406.
12. ↑  .   [2020-09-13]. （原始内容存档于2012-06-16）.
13. ↑  (Hopkinson, Irish War of Independence, p. 158)
14. ↑  Hopkinson, Irish War of Indpendence, p. 158
15. ↑  Hopkinson, Irish War of Independence, page 162
16. ↑  Michael Hopkinson, Green Aganist Green, the Irish Civil War, pp. 79-83.
17. ↑  Hopkinson, Green Against Green, pp. 83-87.
18. ↑  Richard English, Armed Struggle, a History of the IRA, pp. 39-40.
19. ↑  Hopkinson, Irish War of Independence, pp. 201-202.
20. ↑  W. Churchill, The Aftermath (Thornton 1929) p297.